# Pueblo daasanach
Los daasanach o dassanech(también conocidos como los geleb o geleba; marille o marillev, o reshevat) son un grupo étnico cushita que habita partes de Etiopía, Kenia y Sudán del Sur. Viven principalmente en la Zona Debub Omo, una parte de la Región de las Naciones, Nacionalidades y Pueblos del Sur, adyacente al lago Turkana. En el censo nacional de 2007 había 48,067 personas (el 0,07% de la población total de Etiopía), de los que 1.481 vivían en ciudades. Según Joshua Project, en 2019 había 76.000. El mismo proyecto informa que para 2020 se estima una población de 101.000 habitantes, de los cuales 80.000 viven en Etiopía, 17.000 en Kenia y 4.200 en Sudán del Sur.
Sus principales subgrupos o clanes son los inkabelo, inkoria, naritch, elele, randal, oro, koro y riele. Cada grupo tiene su territorio y están organizados en grupos de edad.

## Idioma

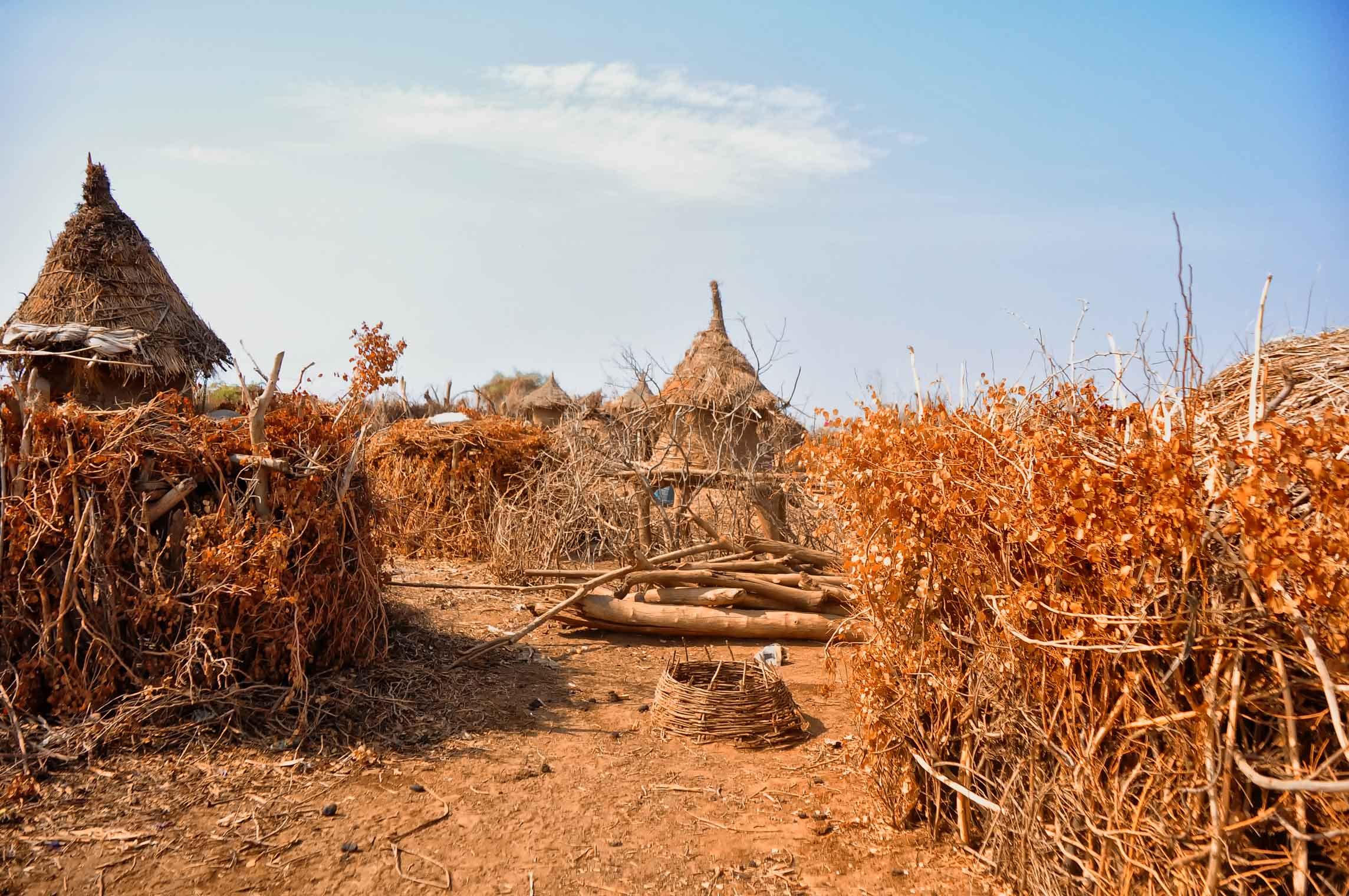
Vista parcial de aldea tradicional daasanach en el valle del Omo

Los daasanach hablan el idioma daasanach, una lengua cushita de la familia de lenguas afroasiáticas. Es un idioma que destaca por su gran número de sustantivos, verbos irregulares, y consonantes implosivas. Por ejemplo, la d inicial de daasanach es implosiva, y a veces se escribe 'd. La lengua daasanach cuenta con escritura.
El dioma daasanach tiene 101.000 hablantes. También es conocido o mencionado en los trabajos lingüísticos con los nombres: Daasanech, Dama, Dasenech, Dathanaic, Dathanaik, Dathanik, Dhaasanac, Gallab, Galuba, Gelab, Geleb, Geleba, Gelebinya, Gelubba, Gheleba, Marille, Merile, Merille, Morille, Reshiat, Russia, Shangilla.
En Etiopía la mayor concentración de hablantes de dassanach o geleba se encuentra en la Región de naciones, nacionalidades y pueblos del sur, especialmente en el curso bajo del río Omo y a lo largo del lago Turkana. En Kenia en los condados de Marsabit y Turkana, especialmente en la parte norte del lago Turkana, a ambas orillas. En Sudán del Sur al sureste, en territorios inmediatos a las fronteras con Etiopía y Kenia.

## Etónimo

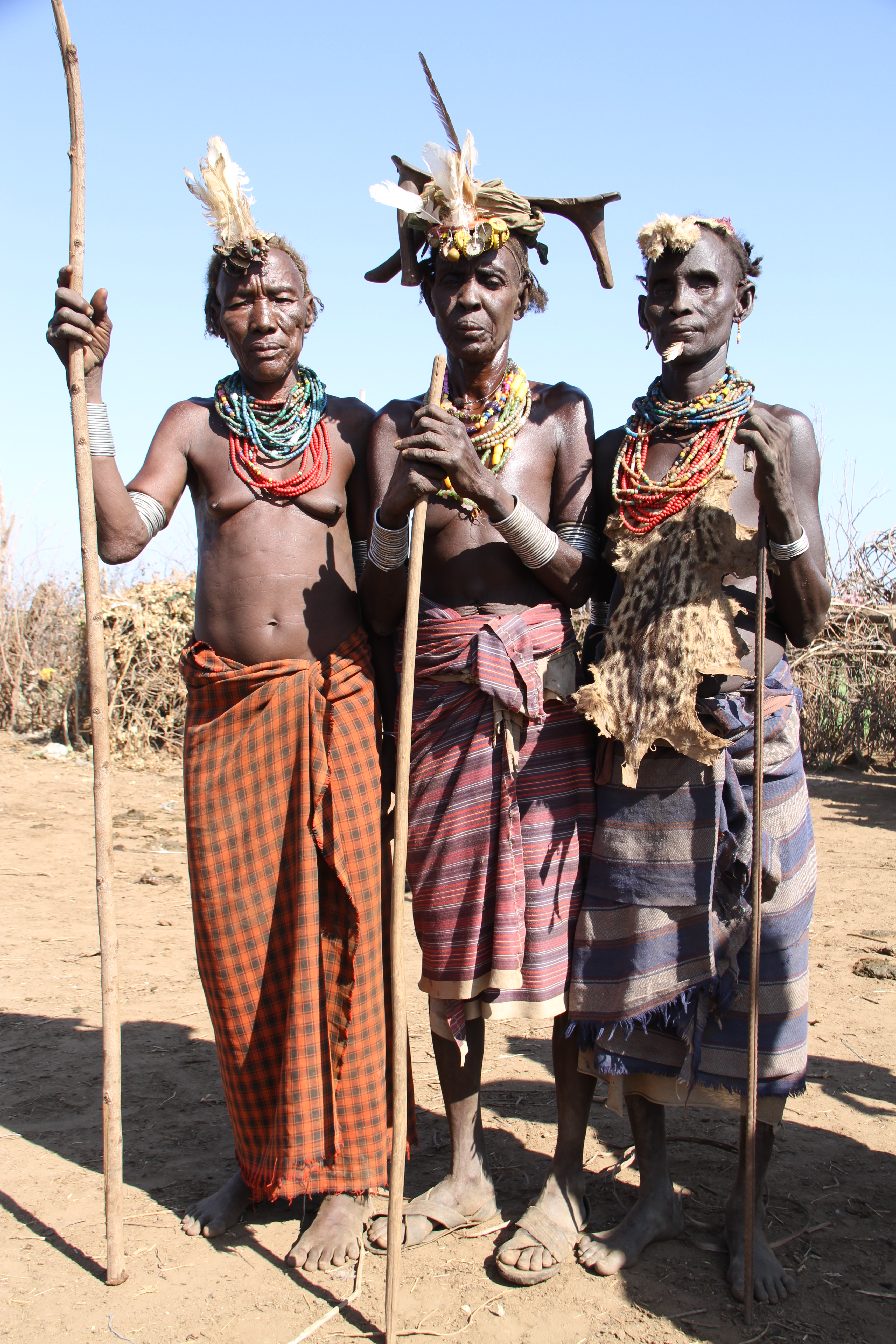
Mujeres adultas de la etnia daasanach

Los daasanach son llamados marille especialmente por sus vecinos, los turkana de Kenia. En cambio sus vecinos etíopes del pueblo sidama los llaman geleba o marle

## Historia
Provienen del pueblo baz. Nombre con que se conocía a los pueblos cusitas que se asentaron en la cuenca del lago Turkana. De este asentamiento baz surgieron además de los dassanetch, el pueblo arbore que pobló nuevos territorios de Etiopía meridional.
Tradicionalmente fueron pastores, pero en años recientes ampliaron su economía con plantaciones agrícolas y actividad artesanal pesquera. En los últimos cincuenta años han perdido la mayor parte de sus tierras, al haber sido expulsados de sus tierras tradicionales en Kenia, incluyendo ambos lados de lago Turkana y el Triángulo de Ilemi en Sudán. Como consecuencia, han perdido una gran cantidad de vacas, cabras y ovejas y la mayor parte de ellos se ha desplazado a las áreas más cercanas al río Omo, donde  intentan practicar la agricultura para sobrevivir.  Hay muchas enfermedades a lo largo del río (incluyendo la mosca tsetse, que ha aumentado con el crecimiento de bosque y matorrales en esa zona), complicando aún más su difícil situación económica. Como muchos pueblos pastoriles en esta región de África, los daasanach son una sociedad altamente igualitaria, con un sistema social que implica grupos de edad y clanes familiares con relaciones de fuerte reciprocidad.

## Genética
Análisis genéticos modernos de los daasanach indican que están más estrechamente relacionados con las poblaciones de hablantes de lenguas nilo-saharianas Nilo-Saharan y lenguas nigerocongolesas que habitan Tanzania que con las poblaciones de habla cushita y semita afroasiáticas de Etiopía. Esto sugiere que los daasanach eran originalmente hablantes nilo-saharianos, compartiendo orígenes comunes con el pueblo pokot de Kenia y Uganda. Se cree que en el siglo XIX, los antepasados nilóticos de estas dos poblaciones iniciaron migraciones separadas, con un grupo hacia el sur, hacia los Grandes Lagos de África, y el otro asentándose en el sur de Etiopía. Allí, lor primeros daasanach nilóticos habrían tenido contacto con una población de habla cushita, y finalmente adoptó esta lengua afroasiática.

## Vida diaria

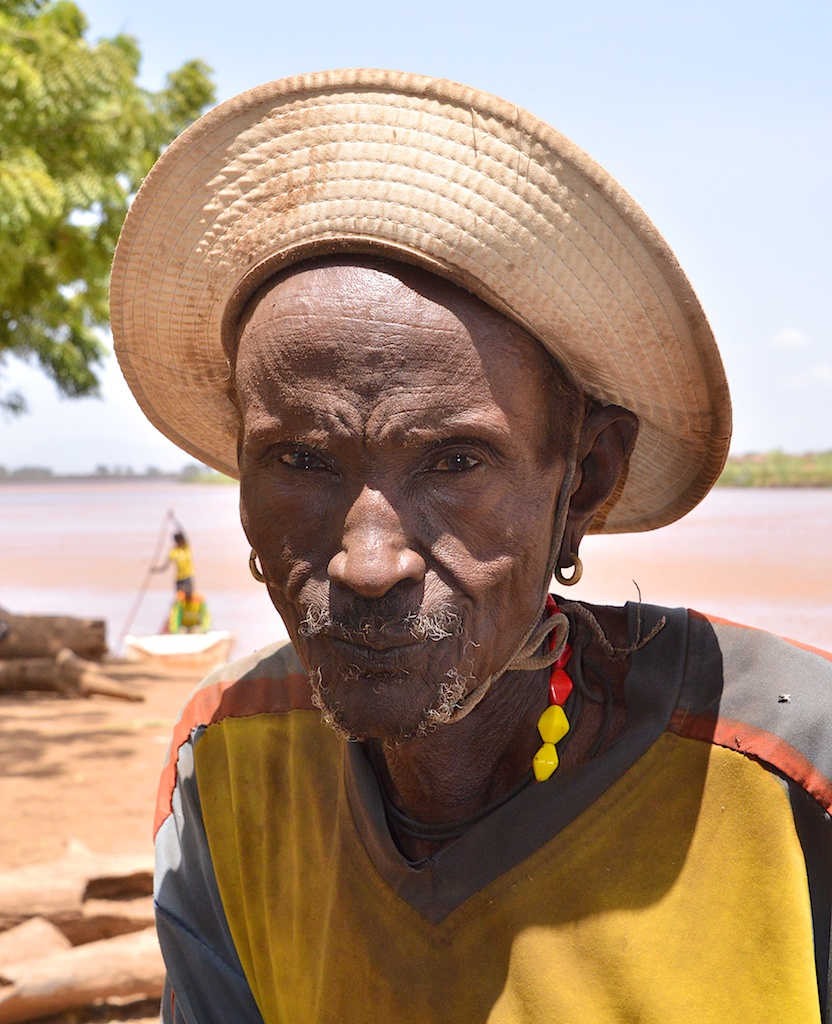
Un hombre daasanach

Los daasanach son ante todo pastores y agricultores; cultivan sorgo, maíz, calabazas y alubias en las zonas aluviales del río Omo y su delta, que se inundan en época de lluvias. Utilizan las cabras y las vacas para obtener leche, y las sacrifican en la estación seca por la carne y la piel. Con el sorgo obtienen una pasta que se come como estofado. El maíz se asa normalmente, y el sorgo también se hace fermentar para obtener una bebida alcohólica ligera, como la cerveza. Los daasanach que tienen ganado viven en chozas en forma de domo hechas con un marco de ramas, cubiertos con pieles y recipientes que se utilizan para llevar sus posesiones a lomo de burros cuando emigran. Las chozas tienen una chimenea y el suelo está cubierto con esteras que se usan para dormir. Los dies, la clase más baja, son personas que han perdido su ganado y su medio de vida. Viven a orillas del lago Turkana cazando cocodrilos y pescando. A pesar de su bajo estado social, debido a su carencia de ganado, los die ayudan a los pastores con carne de cocodrilo y pesca a cambio de carne.
Las mujeres son circuncidadas para extraerles el clítoris. A las mujeres que no están circuncidadas se las llama animales o chicos y no se pueden casar o llevar vestidos.  Las mujeres visten una falda de piel plisada y llevan collares y brazaletes, normalmente se casan hacia los 17 años, mientras los hombres lo hacen a los 20. Los chicos son circuncidados Los hombres llevan sólo un cuadrado de tela alrededor de la cintura.

## Medios de comunicación
En los medios se usan un número  variable de nombres para daasanach, incluyendo dasenach y dassanech, utilizados en un episodio de la serie británica  de televisión Tribe y dassanetch o dassanech, usado en la serie española Los últimos indígenas. Daasanach es el nombre original que se da en la entrada de lengua del  Ethnologue.